# بارسق تومانیان
بارسق روبرتی تومانیان (ارمنی: Բարսեղ Ռոբերտի Թումանյան؛ زاده ۳ اوت ۱۹۵۸) یک خواننده اپرا اهل ارمنستان است. وی تک خوان گروه موسیقایی آلکساندروف است.

## زندگی‌نامه
وی ۳ اوت ۱۹۵۸ در ایروان به دنیا آمد و از کنسرواتوار دولتی کومیتاس ایروان فارغ‌التحصیل گشت. وی همچنین برنده جوایزی همچون هنرمند مردمی جمهوری ارمنستان شده‌است.

## جستارهای ویژه
- فهرست خوانندگان ارمنی